# Tuerie d'Apatzingán
La tuerie d'Apatzingán est un massacre qui a lieu le 6 janvier 2015 à Apatzingán, dans l'État de Michoacán au Mexique. Il se déroule pendant la guerre contre la drogue au Mexique.

## Déroulé
Le 6 janvier 2015, plusieurs dizaines de véhicules de la police fédérale et de l'armée entrent dans le centre d'Apatzingán. Les policiers tirent alors sur une centaine de membres de la Fuerza Rural (un groupe d'autodéfense) qui réalisent un sit-in. Des policiers crient « Tuez-les comme des chiens ! ».

## Victimes
À la suite de cette attaque, 16 personnes perdent la vie et quatre autres sont blessées. 44 personnes sont aussi arrêtées,.

## Faits ultérieurs
La Commission nationale des droits de l'homme (CNDH), dans un rapport publié le 24 novembre 2015, note que dans le cadre de son enquête sur deux événements survenus à Apatzingán, que la police fédérale a fait un « usage excessif de la force », entraînant la « la mort de cinq personnes », ainsi que « l'exécution extrajudiciaire d'une autre »,.
En 2019, un juge d'Uruapan émet un mandat d'arrêt à l'encontre de six policiers pour la a perpétration probable de ces meurtres. Les arrestations ont lieu le 21 août 2019 et les policiers sont détenus à la prison fédérale d'Ocampo, Guanajuato,.